# Sarah Hyland
Sarah Jane Hyland (Nueva York, 24 de noviembre de 1990) es una actriz y cantante estadounidense. Nacida en Manhattan, asistió a la Escuela Profesional de Artes Escénicas, luego tuvo pequeños papeles en las películas Private Parts (1997), Annie (1999) y Blind Date (2007). Es principalmente conocida por interpretar a Haley Dunphy en la sitcom de ABC Modern Family (2009-2020), por la que recibió muchos elogios, incluidos cuatro premios del Sindicato de Actores por interpretación sobresaliente de un elenco en una serie de comedia y una nominación a los Premios de la Crítica Televisiva a la Mejor Actriz de Reparto en una Serie de Comedia.
Hyland también es conocida por sus papeles en las películas Geek Charming (2011), Struck by lightning (2012), Scary Movie 5 (2013), Vampire Academy (2014), See You in Valhalla (2015), XOXO (2016), Dirty Dancing (2017) y The Wedding Year (2019).

## Primeros años
Hyland nació en Manhattan, Nueva York, hija de los actores Melissa Canaday y Edward James Hyland. Ella es la hermana del actor Ian Hyland. Asistió a la Escuela Profesional de Artes Escénicas en Manhattan.

## Carrera

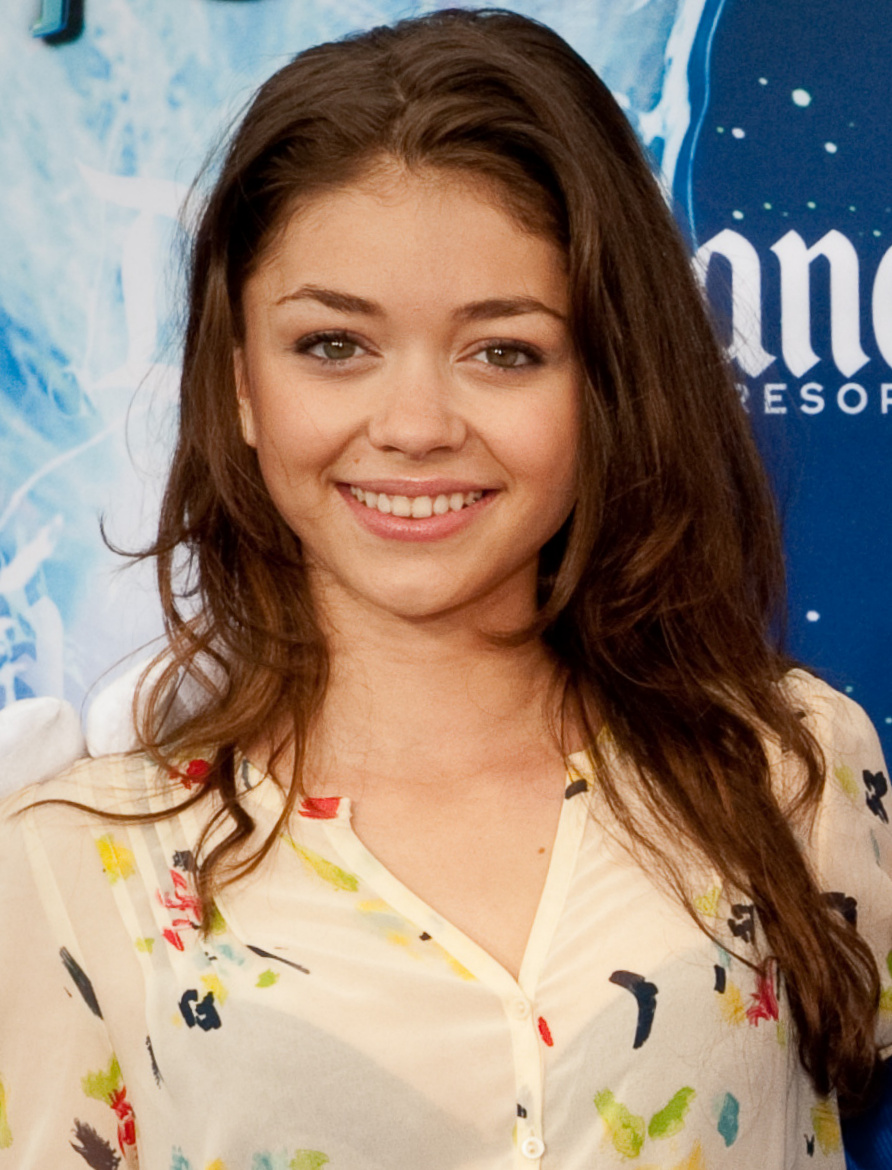
Hyland en el estreno de World of Color - Disney California Adventure 2010

Hyland ha estado actuando desde su primer papel como la hija de Howard Stern en la película Private Parts en 1997. Luego interpretó papeles como Molly en la película para televisión de 1999, Annie, y Maddie Healy en Lipstick Jungle en NBC. Hyland aparece en un comercial de Olive Garden junto con la actriz Molly Culver, y también ha aparecido en Broadway como la joven Jacqueline Bouvier en Grey Gardens.
De 2009 a 2020, Hyland ha interpretado a Haley Dunphy en la sitcom de ABC Modern Family,  por la que ella y el resto del elenco del programa ganaron el Premio del Sindicato de Actores por interpretación sobresaliente de un elenco en una serie de comedia cada año entre 2011 y 2014. En 2011, Hyland coprotagonizó la película original de Disney Channel; Geek Charming.
En 2012, Hyland apareció en la película Struck by lightning. En septiembre de 2012, participó en una campaña publicitaria de Nintendo 3DS. junto con Dianna Agron y Gabby Douglas.
Otros proyectos musicales y producciones teatrales en las que Hyland ha actuado son: Kerrigan-Lowdermilk Live (concierto de 2013), Hair (adaptación de 2014 en el Hollywood Bowl), The Unauthorized Musical Parody of Scream (obra de 2014 en Rockwell Table & Stage) y The Kindred Foundation para adopción creado por Jenna Ushkowitz y Samantha Futerman (recaudador de fondos de 2015).
En 2014 y 2018, Hyland fue coanfitrión del Desfile del Día de Navidad de los Parques Disney (durante la Celebración de Navidad Frozen de los Parques Disney y El Mundo Maravilloso de Disney: Celebración de las Fiestas Mágicas), que incluyó bailar y cantar con Jordan Fisher. Hyland también hizo una aparición especial durante The Wonderful World of Disney: Disneyland 60 (2016) y Mickey's 90th Spectacular (2018).
En 2016, Hyland hizo versiones de canciones con Boyce Avenue como «Closer» de The Chainsmokers y «Don't Wanna Know» de Maroon 5, ambas incluidas en el álbum Cover Sessions  vol. 4 de Boyce Avenue, que fue lanzado el 19 de diciembre de 2017.
Hyland cantó su interpretación debut de «Met At a Party» con Jordan McGraw (hijo del Dr. Phil) en los Teen Choice Awards 2019. El sencillo fue lanzado el 9 de agosto de 2019 a través de Republic Records.
En 2017, apareció en dos epidodios de la serie Shadowhunters, interpretan el papel de la Reina Seelie. En el mismo año apareció en la serie animada La guardia del león, basada en la película El rey león, como la leona Tiifu.
En 2019, Hyland se asoció con Olay para una campaña de productos para la piel. En 2020 apareció como jueza en el reality; RuPaul's Drag Race: All Stars.
 En 2021 grabó el piloto de la serie cancelada de ABC; Epic que iba a ser una producción de fantasía de los creadores de Once Upon A Time.

## Vida personal

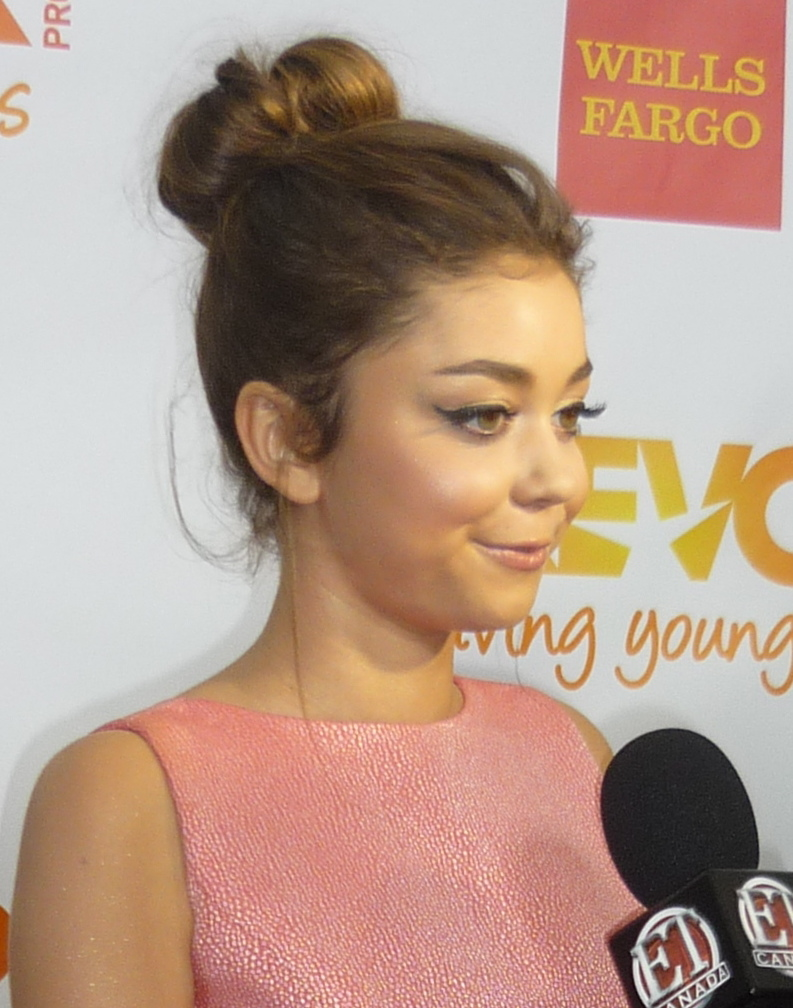
Hyland en 2012.

### Relaciones
Hyland salió con su coprotagonista de Geek Charming, Matt Prokop, durante cuatro años después de conocerse en 2009. En agosto de 2014, Hyland obtuvo una orden de restricción temporal por violencia doméstica contra Prokop por abusar física y verbalmente de ella durante los cuatro años de su relación. En octubre de ese mismo año, la orden de alejamiento adquirió carácter permanente. Ella relató que Prokop la asfixió a causa de los celos que le causaban que Hyland trabajara en Modern Family. Sin embargo, cuando comenzó a rodar, pidió ayuda a Julie Bowen, quién interpretaba a su madre ficticia, y fue ella quien la acompañó en tan duro proceso.
Hyland salió con su coprotagonista de Vampire Academy y Shadowhunters, Dominic Sherwood, desde 2015 hasta 2017.
En 2017, Hyland comenzó a salir con Wells Adams, personalidad de la radio y ex concursante de The Bachelorette y Bachelor in Paradise. En julio de 2019, la pareja se comprometió. Se casaron en agosto de 2022. Residen en Los Ángeles.

### Salud
Hyland fue diagnosticada con displasia renal cuando era niña y recibió un trasplante de riñón de su padre en abril de 2012. Ese riñón falló después de unos años, lo que llevó a un segundo trasplante de riñón en septiembre de 2017, donado por su hermano menor, Ian. Hyland toma medicamentos antirrechazo y esteroides con regularidad para asegurarse de que su cuerpo no rechace su riñón donado; en consecuencia, Hyland tiene dificultades para mantener el peso y la masa muscular, y ha estado en reposo en cama varias veces, y en ocasiones continuaba filmando Modern Family simultáneamente.
En diciembre de 2018, Hyland dijo en un artículo de la revista Self que había contemplado el suicidio porque sentía que era una carga para su familia y se culpaba a sí misma de que su cuerpo rechazara el riñón de su padre. Desde su nacimiento, se ha sometido a 16 cirugías para mejorar su salud, incluidas numerosas cirugías renales y una cirugía laparoscópica para tratar su endometriosis.

## Filmografía

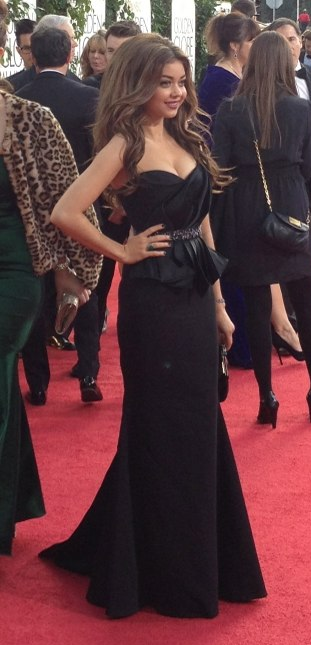
Hyland en 2013 en los Golden Globe Awards.

### Películas
| Año  | Título                                                            | Personaje                   | Notas                                           |
| ---- | ----------------------------------------------------------------- | --------------------------- | ----------------------------------------------- |
| 1997 | A Tall Winter's Tale                                              | Elizabeth                   |                                                 |
| 1997 | Private Parts                                                     | Hija de Howard              |                                                 |
| 1998 | The Object of My Affection                                        | Molly                       |                                                 |
| 1998 | Advice from a Caterpillar                                         | Lizbeth                     |                                                 |
| 1999 | Cradle Will Rock                                                  | Silvano – Giovanna          |                                                 |
| 2002 | The Empath                                                        | Joven Christine             |                                                 |
| 2004 | Spanglish                                                         | Amiga que se queda a dormir |                                                 |
| 2007 | Blind Date                                                        | Niña                        | Voz                                             |
| 2010 | Monster Heroes                                                    | Delilah                     |                                                 |
| 2010 | Cougars, Inc.                                                     | Courtney                    |                                                 |
| 2011 | The Muppets                                                       | Ella misma                  | Cameo (escenas cortadas de todas las versiones) |
| 2011 | Conception                                                        | Tracey                      |                                                 |
| 2012 | Struck By Lightning                                               | Claire Mathews              |                                                 |
| 2013 | Scary Movie 5                                                     | Mia                         | Personaje de Evil Dead                          |
| 2013 | April Apocalypse                                                  | Samm                        |                                                 |
| 2014 | Vampire Academy                                                   | Natalie                     |                                                 |
| 2014 | Date and Switch                                                   | Ava                         |                                                 |
| 2015 | See You in Valhalla                                               | Johanna Burwood             | También productora                              |
| 2016 | Satanic                                                           | Chloe                       |                                                 |
| 2016 | Lego DC Comics Super Heroes: Justice League: Gotham City Breakout | Batgirl                     | Voz                                             |
| 2016 | XOXO                                                              | Krystal                     | También productora ejecutiva                    |
| 2019 | The Wedding Year                                                  | Mara Hickey                 | También productora ejecutiva                    |

### Televisión
| Año        | Título                                                  | Personaje                  | Notas                                                               |
| ---------- | ------------------------------------------------------- | -------------------------- | ------------------------------------------------------------------- |
| 1997–1998  | Another World                                           | Rain Wolfe                 | Episodios desconocidos                                              |
| 1998       | Trinity                                                 | Chica tímida               | Episodio: "Sin secretos"                                            |
| 1999       | Annie                                                   | Molly                      | Película de televisión                                              |
| 2000       | Joe Gould's Secret                                      | Elizabeth Mitchell         | Película de televisión                                              |
| 2000       | The Audrey Hepburn Story                                | Audrey Hepburn (8 años)    | Película de televisión                                              |
| 2000       | All My Children                                         | Karen                      | 2 episodios                                                         |
| 2000       | Falcone                                                 | Jessica Pistone Egan       | Episodios desconocidos                                              |
| 2001; 2009 | Law & Order: Special Victims Unit                       | Lily Ramsey/Jennifer Banks | Episodios: "Repression" y "Hothouse"                                |
| 2002       | Touched by an Angel                                     | Grace                      | Episodio: "A Feather on the Breath of God"                          |
| 2004       | Law & Order                                             | Kristine McLean            | Episodio: "The Dead Wives Club"                                     |
| 2005       | Law & Order: Trial by Jury                              | Brianne Colby              | Episodio: "Vigilante"                                               |
| 2007       | One Life to Live                                        | Heather                    | 7 episodios                                                         |
| 2008–09    | Lipstick Jungle                                         | Maddie Healy               | Recurrente                                                          |
| 2009–2020  | Modern Family                                           | Haley Dunphy               | Elenco principal                                                    |
| 2010       | Cubed                                                   | Ella misma                 | Episodio 2.4                                                        |
| 2010       | Childrens Hospital                                      | Persona famosa             | Episodio: "Nip/Tug"                                                 |
| 2011       | Geek Charming                                           | Dylan Shoenfield           | Disney Channel Original Movie; Protagonista. Película de televisión |
| 2012       | Punk'd                                                  | Ella misma                 | Episodio: "Lucy Hale"                                               |
| 2012       | Percepción                                              | Chica con Tourette         | Episodio: "Kilimanjaro"                                             |
| 2012–15    | Randy Cunningham: 9th Grade Ninja                       | Theresa Flowler            | Recurrente; voz; 11 episodios                                       |
| 2013       | Call me crazy: A Five Film                              | Grace                      | Película de televisión; segmento: "Grace"                           |
| 2013       | Bonnie & Clyde                                          | Blanche Barrow             | Elenco principal; miniserie                                         |
| 2014       | Robot Chicken DC Comics Special 2: Villains in Paradise | Lena Luthor                | Especial; voz                                                       |
| 2014       | Hot in Cleveland                                        | Ivy                        | Episodio: "Rusty Banks Rides Again"                                 |
| 2015       | Repeat After Me                                         | Ella misma                 | Episodio: "Episode 101"                                             |
| 2015       | The Lion Guard: Return of the Roar                      | Tifu (voz)                 | Película de televisión                                              |
| 2016       | The Lion Guard                                          | Tifu (voz)                 | 4 episodios                                                         |
| 2016       | Lip Sync Battle Shorties                                | Ella misma                 | Anfitrión; Especial de TV (piloto)                                  |
| 2017       | Lip Sync Battle                                         | Ella misma                 | Episodio: "Sarah Hyland vs. DeAndre Jordan"                         |
| 2017       | Dimensión 404                                           | Chloe                      | Episodio: "Cinethrax"                                               |
| 2017       | Dirty Dancing                                           | Lisa Houseman              | Película para televisión                                            |
| 2017       | Shadowhunters                                           | Reina Seelie               | 2 episodios                                                         |
| 2017       | The Lion Guard: The Rise of Scar                        | Tiifu                      | Voz; Película para televisión                                       |
| 2019       | Veronica Mars                                           | Alyssa                     | Episodio: "Heads You Lose"                                          |
| 2020       | RuPaul's Drag Race: All Stars                           | Ella misma                 | Episodio: "SheMZ"; jueza                                            |
| 2021       | Epic                                                    | Rose                       | Piloto                                                              |

### Web
| Año  | Título     | Personaje  | Notas      | Ref.   |
| ---- | ---------- | ---------- | ---------- | ------ |
| 2020 | Lady Parts | Ella Misma | Anfitriona | [ 54 ] |

### Videos musicales
| Año  | Título                              | Artista(s)                        | Ref.   |
| ---- | ----------------------------------- | --------------------------------- | ------ |
| 2009 | "In the Moonlight (Do Me)"          | Reid Ewing                        | [ 55 ] |
| 2016 | "Like I Did"                        | Shane Harper                      | [ 56 ] |
| 2016 | "Closer"                            | Boyce Avenue con Sarah Hyland     | [ 26 ] |
| 2016 | "Don't Wanna Know"                  | Boyce Avenue con Sarah Hyland     | [ 27 ] |
| 2017 | "Don't Think Twice, It's All Right" | Sarah Hyland y J. Quinton Johnson | [ 57 ] |
| 2018 | "Know U Anymore"                    | BoTalks con Sarah Hyland          | [ 58 ] |

## Discografía
| Año  | Canción(s)                                                             | Artista(s)                     | Álbum                                         | Ref.   |
| ---- | ---------------------------------------------------------------------- | ------------------------------ | --------------------------------------------- | ------ |
| 2017 | «(I've Had) The Time of My Life» y «Don’t Think Twice, It’s All Right» | Elenco de Dirty Dancing (2017) | Dirty Dancing: Original Television Soundtrack |        |
| 2017 | «Closer» y «Don't Wanna Know»                                          | Boyce Avenue                   | Cover Sessions, Vol. 4                        |        |
| 2019 | «Met At a Party»                                                       | Jordan McGraw                  | Single sin álbum                              | [ 59 ] |

## Premios y nominaciones
| Año  | Asociación                        | Categoría                                                                                                 | Trabajo       | Resultado | Ref.   |
| ---- | --------------------------------- | --- | ------------- | --------- | ------ |
| 2000 | Young Artist Awards               | Mejor Actuación en un Largometraje o Película para Televisión - Conjunto Joven(compartido con el reparto) | Annie         | Nominada  | [ 60 ] |
| 2010 | Screen Actors Guild               | Actuación sobresaliente de un conjunto en una serie de comedia                                            | Modern Family | Nominada  | [ 61 ] |
| 2010 | Teen Choice Awards                | Choice TV: estrella fugaz femenina                                                                        | Modern Family | Nominada  | [ 62 ] |
| 2011 | Screen Actors Guild               | Actuación sobresaliente de un conjunto en una serie de comedia                                            | Modern Family | Ganadora  | [ 7 ]  |
| 2012 | Screen Actors Guild               | Actuación sobresaliente de un conjunto en una serie de comedia                                            | Modern Family | Ganadora  | [ 8 ]  |
| 2012 | Teen Choice Awards                | Choice TV: Ladrón de escenas femeninas                                                                    | Modern Family | Nominada  | [ 63 ] |
| 2013 | Screen Actors Guild               | Actuación sobresaliente de un conjunto en una serie de comedia                                            | Modern Family | Ganadora  | [ 9 ]  |
| 2013 | Critics' Choice Television Awards | Mejor actriz de reparto en una serie de comedia                                                           | Modern Family | Nominada  | [ 64 ] |
| 2014 | Screen Actors Guild               | Actuación sobresaliente de un conjunto en una serie de comedia                                            | Modern Family | Ganadora  | [ 10 ] |
| 2014 | Glamour Awards                    | Actriz de comedia                                                                                         | Modern Family | Ganadora  | [ 65 ] |
| 2015 | Screen Actors Guild               | Actuación sobresaliente de un conjunto en una serie de comedia                                            | Modern Family | Nominada  | [ 66 ] |
| 2016 | Screen Actors Guild               | Actuación sobresaliente de un conjunto en una serie de comedia                                            | Modern Family | Nominada  | [ 67 ] |
| 2016 | Kids' Choice Awards               | Estrella de televisión femenina favorita - Programa familiar                                              | Modern Family | Nominada  | [ 68 ] |
| 2017 | Screen Actors Guild               | Actuación sobresaliente de un conjunto en una serie de comedia                                            | Modern Family | Nominada  | [ 69 ] |
| 2018 | Teen Choice Awards                | Mejor actriz de comedia de televisión                                                                     | Modern Family | Nominada  | [ 70 ] |
| 2019 | Teen Choice Awards                | Mejor actriz de comedia de televisión                                                                     | Modern Family | Nominada  | [ 71 ] |